# Satellittext
Satellittext är en typ av text som inte är direkt förståelig för läsaren, eftersom den hänvisar till element utanför texten som inte presenterats. Ett exempel kan vara en text skriven i en skolmiljö av en elev, där texten för att förstås kräver att man känner eleven ifråga.